# ترمب: فن الصفقة
ترمب: فن الصفقة (بالإنجليزية: Trump: The Art of the Deal) كتاب يُنسب تأليفه إلى دونالد ترمب والصحفي توني شوارتز، نشر عام 1987 م. يتكون الكتاب من جزئين هما مذكرات ونصائح، ولقد حصل الكتاب على المركز الأول والأكثر مبيعاً في قائمة نيويورك تايمز لأكثر الكتب مبيعًا في ذلك العام وكان أول كتاب من تأليف دونالد ترمب، وكانت شعبيه ترمب لها الفضل في انتشار الكتاب بسرعه. تلقى الكتاب اهتماما كبيرا خلال حملة ترمب لرئاسة الولايات المتحدة عام 2016. قال ترمب أن الكتاب يعتبر واحد من أعظم إنجازاته " ويعتبره أيضا كتابه المفضل الثاني بعد الكتاب المقدس.

## الملخص
يتحدث الكتاب عن طفولة ترمب في منطقة جامايكا إستيتس بكوينز. ثم يصف عمله المبكر في بروكلين قبل الانتقال إلى مانهاتن وتأسيس منظمة ترمب. يناقش أيضًا خطواته وأفكاره في تطوير فندق "جراند حياة"، وبرج ترمب، إلى جانب مشروعات أخرى. كما يحتوي الكتاب على 11 خطوة للنجاح في الأعمال مستوحاة من كتاب "قوة التفكير الإيجابي" لنورمان فينسنت بيل.